# Kanton Loriol-sur-Drôme
Kanton Loriol-sur-Drôme (fr. Canton de Loriol-sur-Drôme) je francouzský kanton v departementu Drôme v regionu Rhône-Alpes. Skládá se ze šesti obcí.

## Obce kantonu
- Ambonil
- Cliousclat
- Livron-sur-Drôme
- Loriol-sur-Drôme
- Mirmande
- Saulce-sur-Rhône